# Expédition de Bashir Ibn Sa'd al-Ansari (Yemen)
Pour les articles homonymes, voir Expédition de Bashir Ibn Sa'd al-Ansari.
Deuxième Expédition de Bashir Ibn Sa’d al-Ansari à Yémen se déroula en février 628 AD, 10e Mois 7AH, du Calendrier Islamique ,.
En Shawwal, Bashir bin Sa‘d Al-Ansari partit en direction du Yémen et de Jabar sur l’ordre de Mahomet, en tant que commandant de 300 combattants Musulmans pour soumettre un grand nombre de polythéistes qu’ils pensaient s’étaient rassemblés pour lancer un raid sur les banlieues Médine, avec Uyaynah ibn Hisn. Bashir et ses hommes avaient l’habitude de se déplacer la nuit et de se cacher la nuit, jusqu'à ce qu’ils arrivent à leur destination. En apprenant l’arrivée des Musulmans, les polythéistes s’échappèrent laissant derrière eux une importante quantité de butin, qui furent obtenus, ensemble avec 2 hommes qui plus tard se convertirent à l’Islam à l’arrivée de Médine,,.